# 特雷维尔
特雷维尔（法語：Tréville，法語發音：[tʁevil] ⓘ）是法国奥德省的一个市镇，属于卡尔卡松区。

## 地理
特雷维尔（43°23'6"N, 1°57'9"E）面积5.33 平方千米，位于法国奧克西塔尼大區奥德省，该省份为法国南部沿海省份，北起塔恩省，西北接上加龙省，西接阿列日省，南至东比利牛斯省，东临地中海，东北与埃罗省接壤。
与特雷维尔接壤的市镇（或旧市镇、城区）包括：伊塞勒、佩朗、拉波马雷德、皮日尼耶。

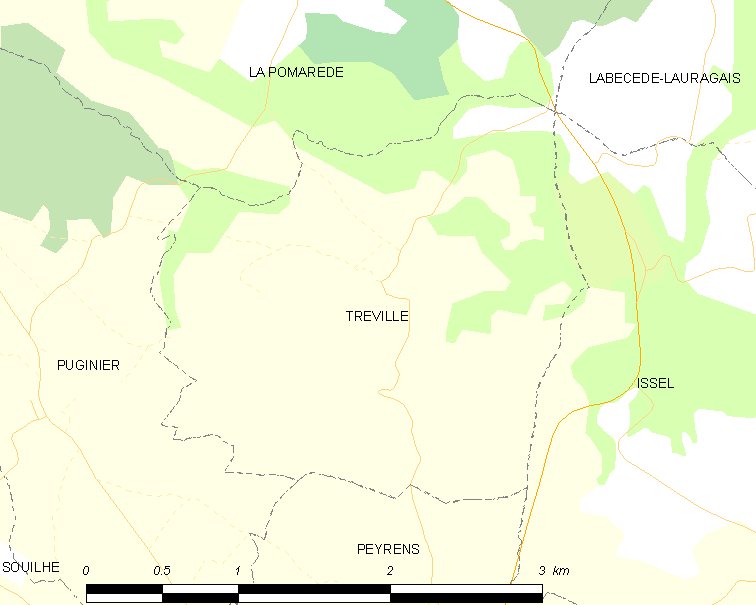
特雷维尔的OSM定位图

特雷维尔的时区为UTC+01:00、UTC+02:00（夏令时）。

## 行政
特雷维尔的邮政编码为11400，INSEE市镇编码为11399。

## 政治
特雷维尔所属的省级选区为绍里安盆地县。

## 人口

1962-2008年间特雷维尔人口变化图示

特雷维尔于2022年1月1日时的人口数量为109人。